# Klášter Ganagobie
Klášter Ganagobie je benediktinský klášter na jihu Francie, cca 30 km od Sisteronu a 18 km od Forcalquier.

## Historie
Klášter byl založen roku 950 a dodnes v něm žijí mniši. V kostele z 12. století je na podlaze kůru restaurovaná tříbarevná (červenočernobílá) mozaika jako jedno z prvních vyobrazení dobra a zla. Jsou na ní postavy draků, supů, kentaurů a jednorožců.